# Upornaya
Upornaya (del ruso: Упорная) es una stanitsa del raión de Labinsk del krai de Krasnodar, en el sur de Rusia. Está situada en la orilla izquierda del río Chamlyk, tributario del Labá, afluente del Kubán, 36 km al sureste de Labinsk y 174 km al sureste de Krasnodar, la capital del krai.  Tenía 3 172 habitantes en 2010
Es cabeza del municipio Upornenskoye.

## Historia
La localidad fue fundada en 1859. Su nombre, que significa "terco", hace referencia al carácter de la lucha que estaba librando el Imperio ruso contra el Imanato de Shamil en Chechenia y Daguestán. Hasta 1920 perteneció al otdel de Labinsk del óblast de Kubán. Entre 1939 y 1953 fue centro administrativo del raión de Upornaya.

## Demografía
| 2002  | 2010  |
| ----- | ----- |
| 3 307 | 3 172 |

### Composición étnica
De los 3 307 habitantes que había en 2002, el 90.4 % era de etnia rusa, el 3.1 % era de etnia ucraniana, el 2 % era de etnia armenia, el 0.4 % era de etnia bielorrusa, el 0.3 % era de etnia tártara, el 0.2 % era de etnia georgiana, el 0.2 % era de etnia azerí, el 0.1 % era de etnia alemana y el 0.1 % era de etnia gitana